# Drakennest
Drakennest is een Disk'O attractie in het Nederlandse attractiepark Avonturenpark Hellendoorn.

## Geschiedenis
De Disk'O is gemaakt door Zamperla en is van het model Mega Disk'O 24. De attractie opende in 2005 in het park Isla Mágica in het Spaanse Sevilla onder de naam Ciklón. De attractie heeft daar gedraaid tot 2016.
De attractie verhuisde vervolgens naar Avonturenpark Hellendoorn en opende onder de naam Drakennest in het park in 2017 en staat in het themagebied Draken & Ridders.

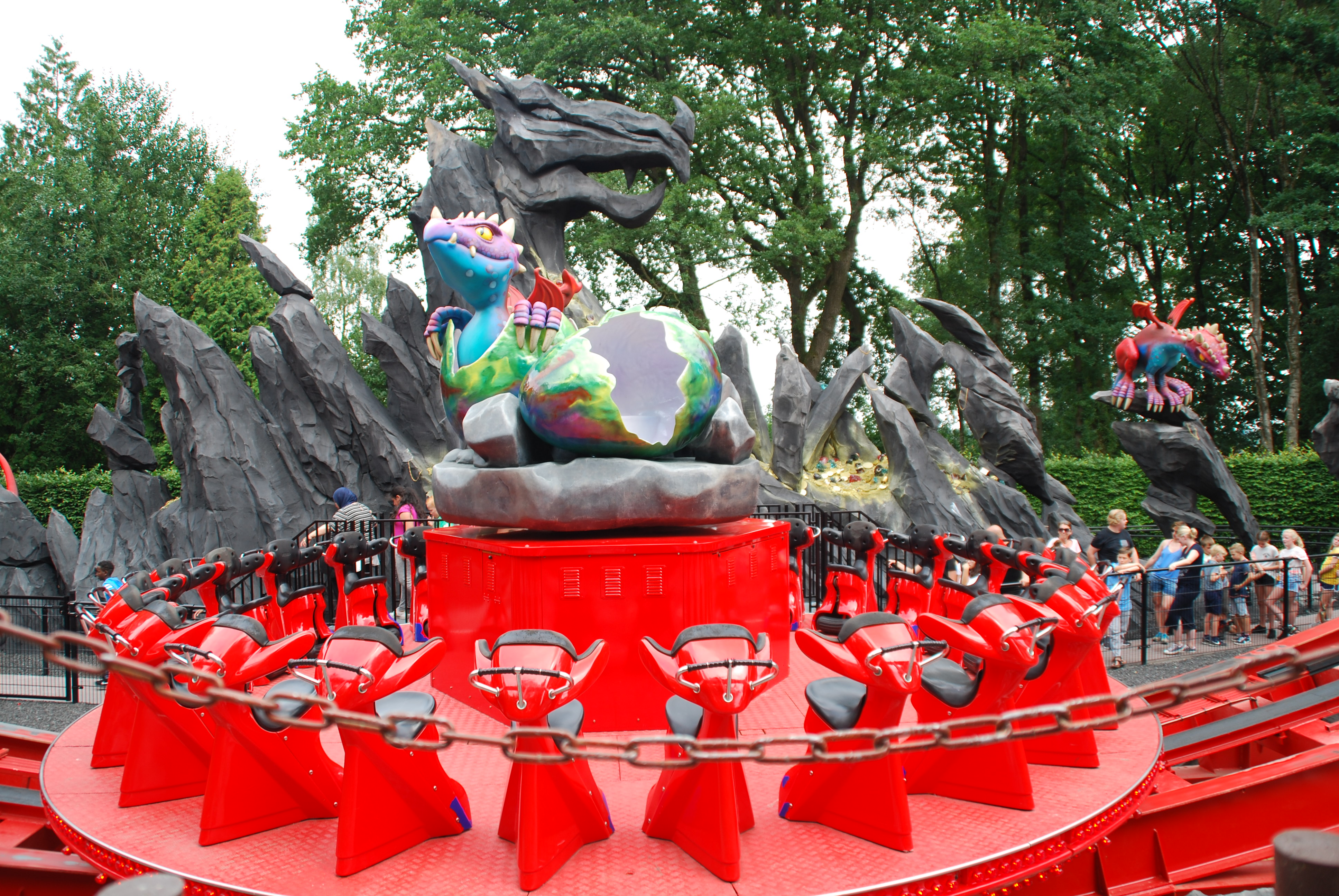
Close-up van de gondel van Drakennest

Afbeeldingen
 · Lijst van attracties